# Kitagawa Yoshio
Yoshio Kitagawa (sinh ngày 21 tháng 8 năm 1978) là một cầu thủ bóng đá người Nhật Bản.

## Sự nghiệp câu lạc bộ
Yoshio Kitagawa đã từng chơi cho Sagawa Express Osaka, Mito HollyHock, ALO's Hokuriku và Roasso Kumamoto.